# Hasselvorsperre
Die Hasselvorsperre, auch Vorsperre Hassel genannt, im Harz ist eine Vorsperre der Rappbodetalsperre bei Hasselfelde im Landkreis Harz, Sachsen-Anhalt. Die Stauanlage wurde von 1956 bis 1959 errichtet. Sie besteht aus Talsperre, Wasserwerk und Stausee. Ihre rund 21,5 m hohe Staumauer staut die Hassel zum etwa 25 ha großen Hasselstausee auf. Die Vorsperre dient der Trinkwasserversorgung und gehört zum Talsperrenbetrieb Sachsen-Anhalt.

## Zweck
Der Zweck der Vorsperre ist die mechanische und biologische Vorreinigung des Wassers, bevor es in die Hauptsperre fließt. Im Stausee kommt das Wasser zur Ruhe, so dass sich Fremdstoffe absetzten können. Das Trinkwasser kann durch in der Mauer befindliche Öffnungen mit Schützenverschlüssen aus unterschiedlichen Höhen entnommen und übergeleitet werden.

## Geographische Lage
Die Hasselvorsperre liegt zwischen dem nahen Hasselfelde (Ortsteil von Oberharz am Brocken) im Südosten und dem etwas unterhalb ihrer Staumauer befindlichen Hasselarm des sich nordwestlich ausbreitenden Rappbodestausees.

## Talsperre

### Lage
Das Absperrbauwerk der Talsperre steht etwa 2,7 km nordwestlich von Hasselfelde. Auf dem nördlichen Drittel der Mauer befindet sich ein Betriebsgebäude mit den Bedieneinrichtungen.

### Daten
Die gerade Gewichtsstaumauer wurde von 1956 bis 1959 erbaut. Über der Gründungssohle ist sie 21 m, und insgesamt ist sie etwa 21,5 m hoch. Die Bauwerkskrone ist 141,3 m lang und 2 m breit. Das Bauwerk enthält zirka 14.000 m³ Stahlbeton. Sein Untergrund besteht zum überwiegenden Teil aus Grauwacke und in geringem Maße aus dünnspaltendem Tonschiefer.

## Stausee

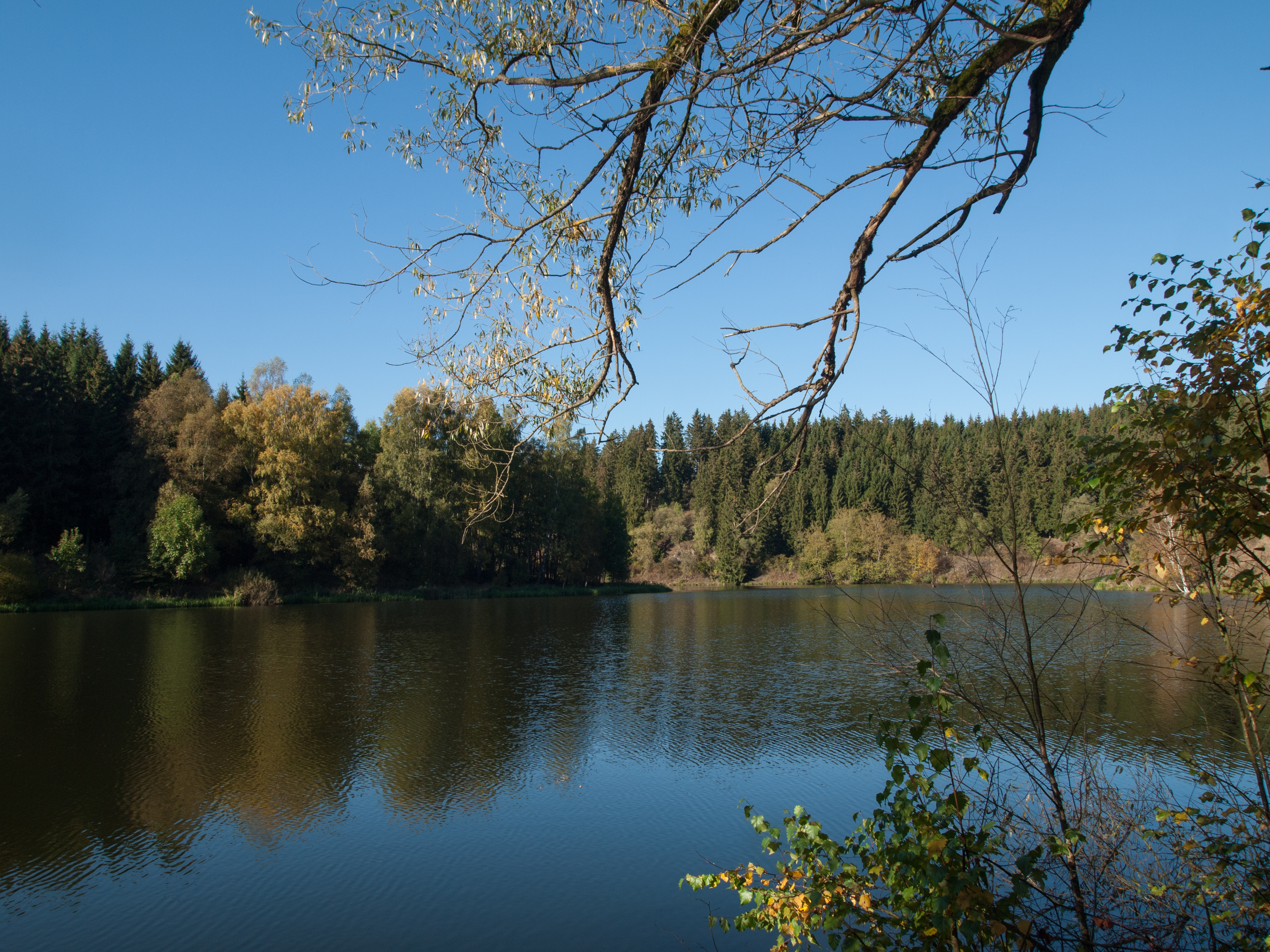
Hasselstausee nahe Hasselfelde

### Lage
Der Hasselstausee liegt etwa 2 km nordwestlich von Hasselfelde. Er befindet sich etwa mittig zwischen den Rabensteinen (ca. 510 m) im Westen und dem Hoppelberg (507,5 m) im Osten. Das gestaute Fließgewässer ist mit dem Rappbode-Zufluss Hassel der östliche der beiden Hauptzuflüsse des Rappbodestausees; zudem münden weitere kleine Bäche, wie der Sautal-Bach, in den Stausee.

### Daten
Der Stausee ist etwa 25 ha groß. In Süd-Nord-Richtung erstreckt er sich – ungefähr entlang der Stausee-Mittellinie gemessen – auf rund 2 km Länge, und er ist maximal zirka 400 m breit. Er hat rund 1,47 Mio. m³ Speicherraum und 1,64 Mio. m³ Gesamtstauraum. Seine Wasseroberfläche liegt auf 432,8 m Höhe und sein Einzugsgebiet ist zirka 44,1 km² groß.
Im Normalfall ist der Stausee, weil er nicht dem Hochwasserschutz dient, ständig mit Wasser gefüllt, und über die regelbare Wasserabgabe wird das Trockenfallen der Flusstäler verhindert.

## Tourismus
Um den Stausee und über den Staudamm führt ein etwa 5,6 km langer Rundwanderweg. Die Hasselvorsperre ist als Nr. 53 (⊙) in das System der Stempelstellen der Harzer Wandernadel einbezogen. Angeln im Stausee ist mit Genehmigung möglich, Schwimmen ist verboten.